# Zygnema
Zygnema (Fadenalge, Sternalge) ist eine Gattung der Grünalgen. Sie gehört zur Familie der Zygnemataceae. Zygnema  tritt, wie Spirogyra, häufig im Frühjahr in ruhigen Gewässern als frei schwebende, fädige, hellgrüne „Watte“ auf.
Sie zählt zu den Jochalgen (Vermehrung durch Jochbildung) und hat keine begeißelten Stadien. Jede Zelle enthält zwei große sternförmige Chloroplasten.
Eine besondere Fähigkeit der Zygnemataceae ist es, bei Knappheit an gelöstem Kohlendioxid auch das ionische Hydrogencarbonat zur Photosynthese verwerten zu können. Dabei geben sie Hydroxidionen ab, so dass der pH-Wert des Wassers in der Umgebung der Algenwatte auf Werte bis 11 steigen kann.

## Arten
In Mitteleuropa existieren mindestens 50 Arten. Zum Beispiel:
- Zygnema stellinum
- Zygnema commune
- Zygnema leiospermum
- Zygnema pectinatum
- Zygnema sterile
- Zygnema ericetorum